# Gerardus Mercator
Gerardus Mercator (eg. Gerhard de Kremer; namnet Kremer betyder "handlare", vilket på latin blir Mercator), född 5 mars 1512, död 2 december 1594, var en nederländsk kartograf. Mercator har gett namn åt Mercator-projektionen, en projektion som han också tog fram. Den är en vinkelkorrekt (men inte ytkorrekt) projektion vilket ger stor användbarhet som sjökort. Hans kartsamling med avbildningen av titanen Atlas gav upphov till beteckning på en kartbok.
Mercator intar en framskjuten plats i geografins och kartografins historia. I sin syn på jordmagnetismen stod han långt före sin tid och inom kartografin var han banbrytande. Han var 1500-talets mest betydande kartograf.

## Biografi

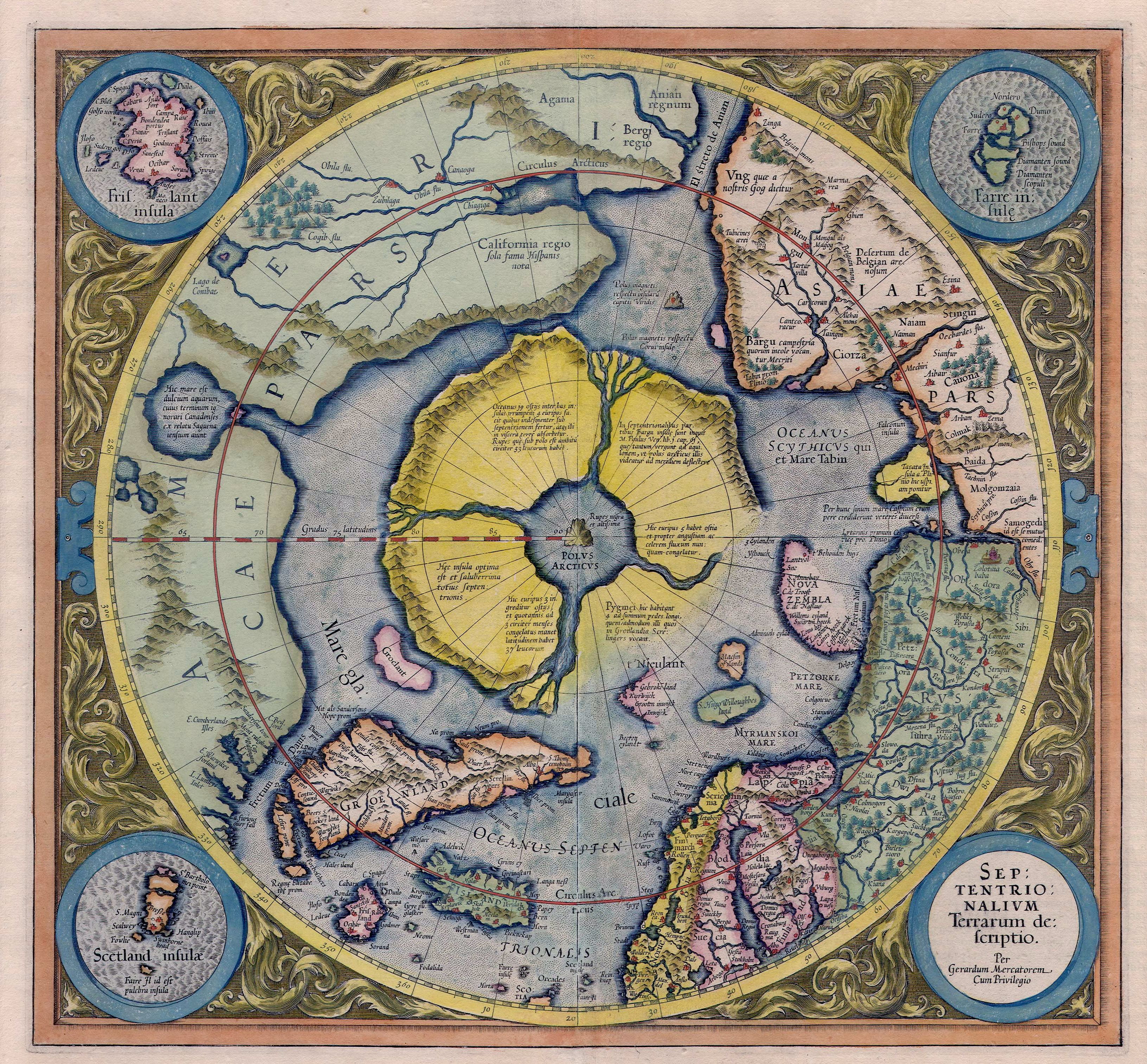
Karta över Nordpolen år 1595

### Födelse och uppväxt
Mercator föddes som Gérard de Crémère i den flamländska staden Rupelmonde (i dagens Belgien), av föräldrar från Gangelt i hertigdömet Jülich. "Mercator" är den latiniserade formen av hans namn. Det betyder "köpman". Efter hans fars död år 1526 utbildades Mercator i 's-Hertogenbosch av bland andra den kände humanisten Macropedius. 
Mercator inskrevs 1530 vid Universitetet i Leuven, där han bland annat studerade matematik och filosofi. Han mottog en mastergrad två år senare. Mercator började snart främst ägna sig åt tillverkning av vetenskapliga instrument, jord- och himmelsglober samt åt kartritning och kartors utförande i kopparstick. Trots Mercators rykte som kartograf, kom hans huvudsakliga inkomstkälla från hans hantverksskickligt tillverkade matematiska instrument. I Leuven arbetade han med Gemma Frisius och Gaspar Myrica 1535 till 1536 med att konstruera en jordglob. Mercators roll i projektet var i första hand som skicklig gravör i mässing, inte som kartograf. Mercators första kartografiska verk var en karta över Palestina från 1537.
De viktigaste av hans arbeten från denna tid var följande:
- en världskarta i Stab-Werners projektion (1538)
- en skrift, där han framhåller företrädet hos den latinska bokstavsskriften gentemot den dittills brukliga frakturskriften (1540)
- en karta över Flandern i skalan 1:166 000, en av de äldsta topografiska kartorna  (1540)
- en jordglob, där för första gången namnet Amerika hänförs till hela världsdelen (1541)

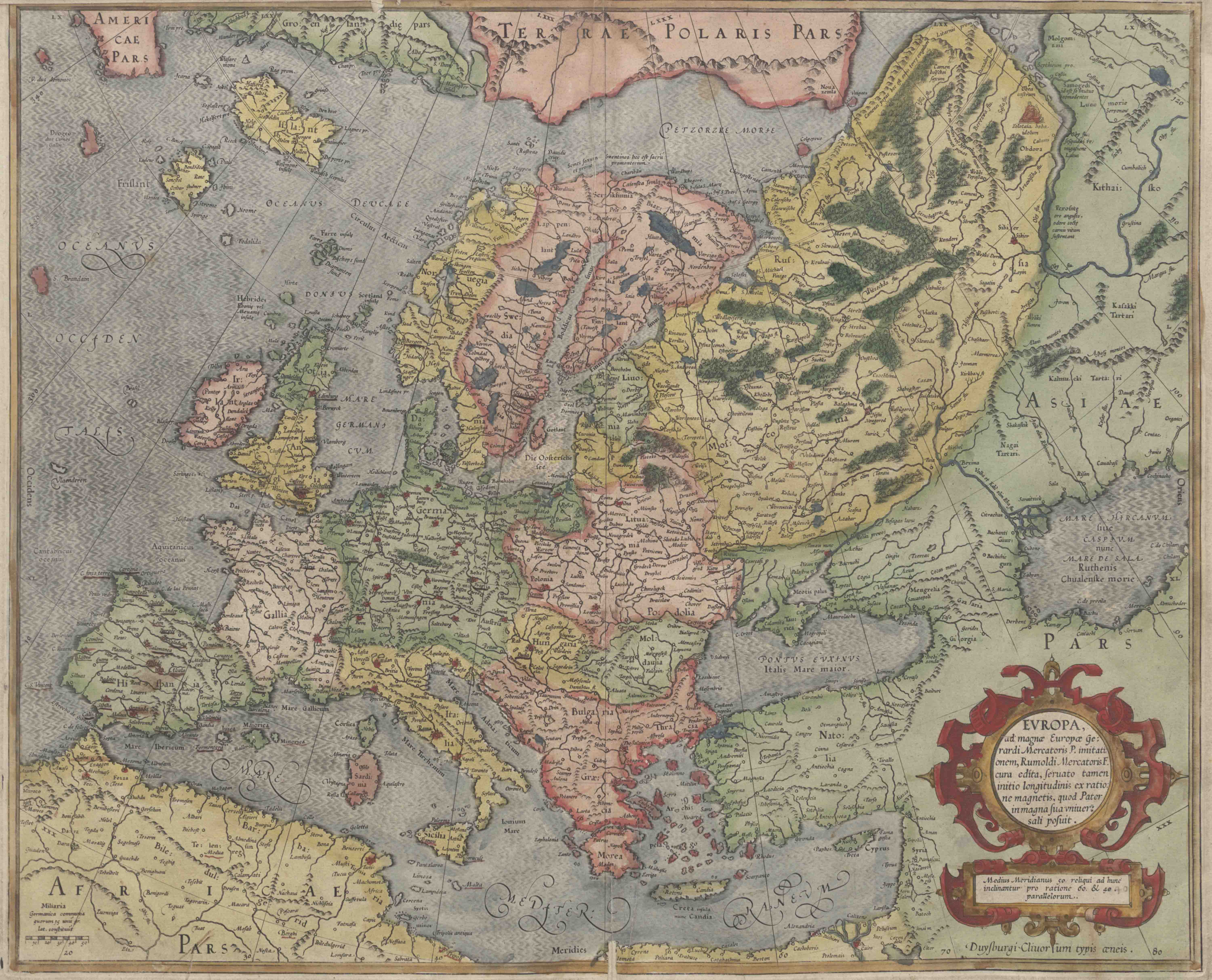
Mercators Europakarta (1589)

### Flytt till Duisburg
Till följd av främst konfessionella skäl anklagades Mercator år 1544 för kätteri. Anledningen var Mercators protestantiska sympatier och misstankar angående hans återkommande resor. Han hölls därefter flera månader i häkte. Efter ryktet att ett nytt universitet skulle inrättas i Duisburg flyttade han dit år 1552. Regenten där, hertigen av Jülich och Kleve, utnämnde honom till "kosmograf". I Duisburg utvecklade han en omfattande geografisk och kartografisk verksamhet intill sin död. Han skapade ett kartografiskt institut, rikt försett med böcker, som gjorde det möjligt för honom att avfatta sina för den tiden förvånansvärt korrekta kartor. Två skäl till kartornas kvalitet var Mercators vetenskapliga ansats och hans kritiska granskning av källorna. Kartorna tecknades, graverades och trycktes av honom själv.
De mest berömda av dessa kartor är en karta över Europa (1554), ett klassiskt mönster för sammanställning av olikartat kartmaterial. Dessutom producerades 1569 Nova et aucta orbis terræ descriptio ad usum navigantium emendate accommodata, hans berömda världskarta i fyra blad. Denna utfördes i den projektion som framför andra bär hans namn, och kartan är det första sjökortet med utdraget gradnät.

### Begreppetatlasoch senare år

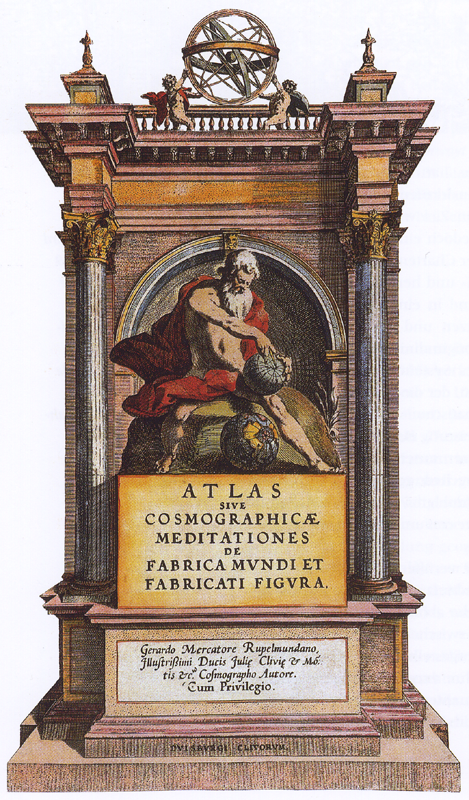
Atlas från en titelsida till Mercators son Rumolds atlas från 1595.

Mercator myntade ordet atlas för att beskriva en samling av kartor. Han uppmuntrade även Abraham Ortelius i att sammanställa den första moderna världsatlasen - Theatrum Orbis Terrarum- år 1570. Mercator skapade även en egen atlas i ett antal delar, varav den första publicerades år 1578. En utgör en oöverträffad reproduktion av Klaudios Ptolemaios karta i 27 blad, utförd i kopparstick jämte latinsk text (1578); Atlas sive cosmographia meditationes de fabrica mundi et fabricata figura Kartor över Frankrike, Tyskland och Nederländerna tillkom år 1585 och över i Balkan och Grekland år 1588.
Mercator utarbetade en teknik för att producera jordglober - himmelska såväl som markbundna - genom metoder för relativ massproduktion. Vid den tiden var globtillverkning mycket mödosam eftersom de producerades med hjälp av gravyr på en sfär av trä eller förgylld mässing. Mercator skapade gjutna jordglober av papier-maché på en träram och klippte dem längs med ekvatorn. När de väl monterats samman täcktes globerna med gesso, en vit blandning av bland annat tunn gips. Mercator graverade och tryckte därefter uppsättningar av världens kartor på tolv avsmalnande kilar, med böjda kanter som minskade mot polerna. Dessa tolv kilar skars ut och tillämpades på jordklotet. Cirkulärt graverade lock avslutade globen vid polerna. Därefter handmålades globen med akvarellfärg och de monterades i en träställning med kalibrerade mässingsringar som horisontringar. Tjugo-två sådana Mercator- jordglober har bevarats.
Efter flytten till Duisburg lämnade Mercator aldrig staden. Han dog där 1594 som en respekterad och förmögen medborgare. Han är begravd i stadens största kyrka, Saint Salvatorus. År 1595 utgavs en postum samling med landkartor över hela världen, med titeln Atlas. Dessa kartor publicerades av Mercators son Rumold Mercator.

### Familj
1536 gifte sig Mercator med Barbara Schellekens. Året därpå födde hon parets första barn, sonen Arnold och totalt fick de sex barn (tre pojkar och tre flickor). Alla tre sönerna kom att bli kartografer även de, och Rumold (yngst, ca 1541–1600) var faderns representant i England och såg till att 1595 ge ut den första kompletta utgåvan av Mercators världsatlas.

## Eftermäle och betydelse
Utställningar av hans verk kan ses i Mercators skattkammare, som ligger i Duisburg. Fler utställningar om Mercators liv och verk finns på Mercatormuseet i Sint-Niklaas i Belgien.
Nedslagskratern Mercator på månen och asteroiden 4798 Mercator är uppkallade efter honom.

### Mercators projektion

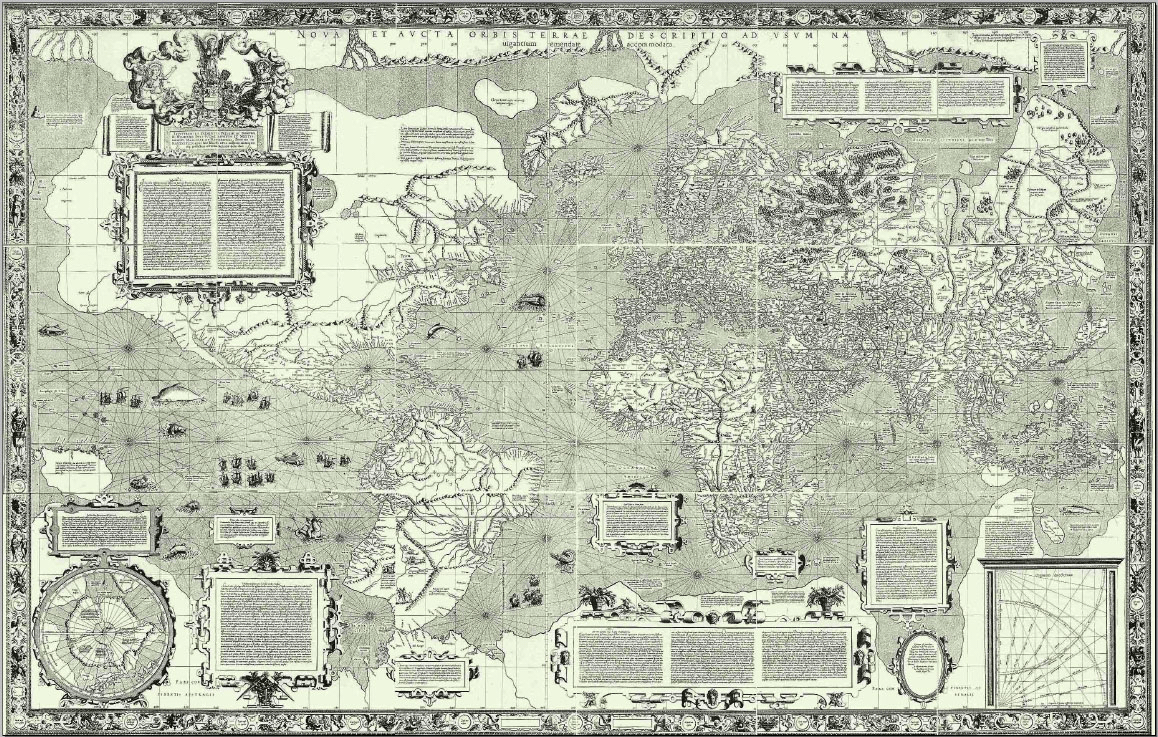
Mercators projektion uppfanns med den här världskartan (1569).

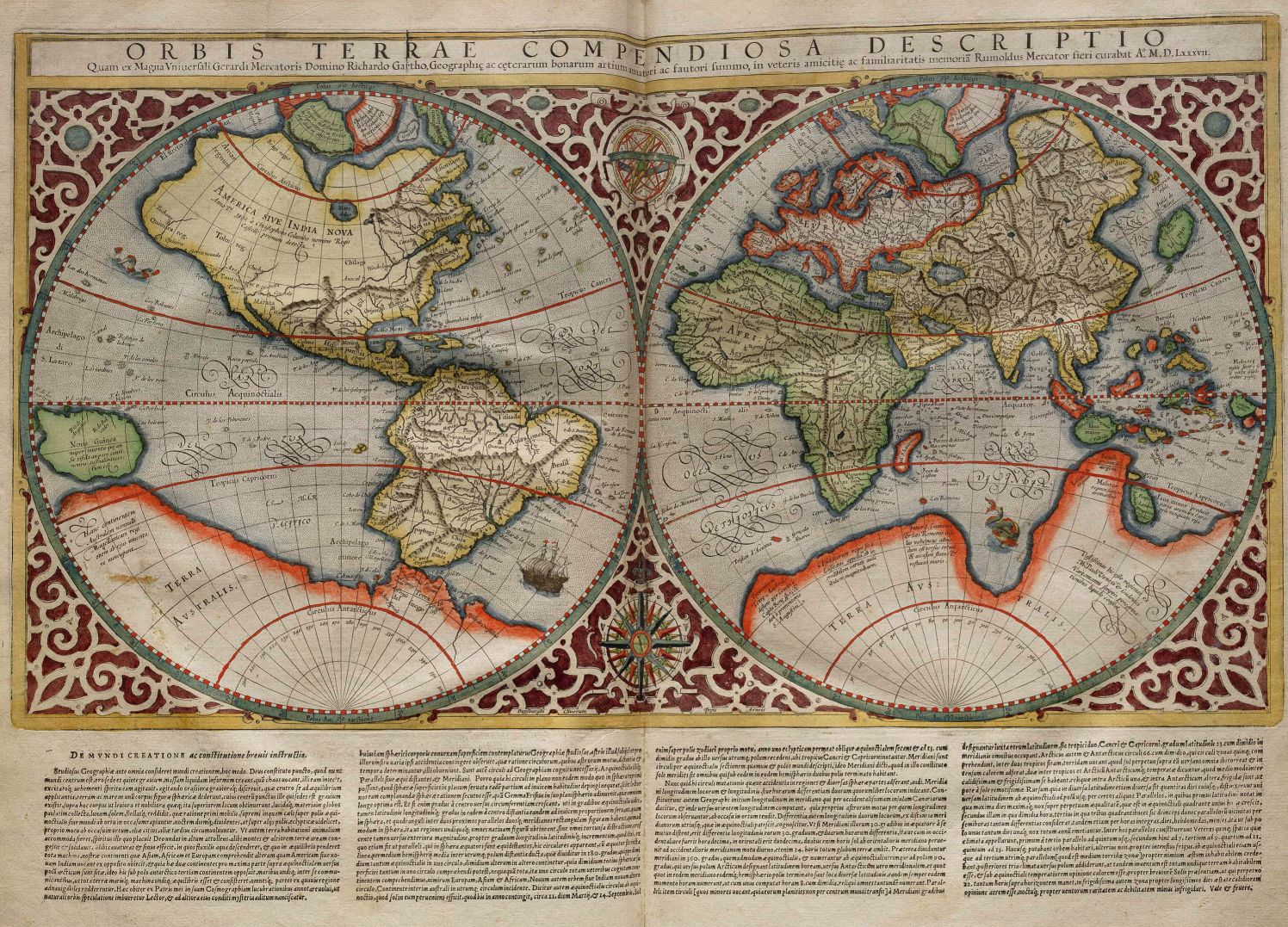
Geralds son Rumold Mercators världskarta ritades år 1587 efter faderns karta.

Mercator-projektionen är en vinkelkorrekt projektion som uppfanns av Mercator. Projektionen bevarar riktningar korrekt. I projektionen - som växer mot polerna - är skeppets kurslinje, loxodromen, rätlinjig liksom meridianer och paralleller, vilka skär varandra vinkelrätt. Kartbilden är därmed vinkelriktig eller konturriktig.
Den är mycket vanlig, exempelvis på världskartor. Eftersom en kompasskurs mellan två punkter på kartor av detta slag bildar en rät linje används de ofta för sjökort. Metoden för projektionen kan beskrivas på följande sätt: Om en cylinder antas omsluta en sfär avbildas en punkt på sfären på cylinderytan (kartan) där sfärens förlängda radie (den radie som svarar mot punkten på sfären) skär cylinderytan. Mercators projektion är alltså en cylinderprojektion.
Utvecklandet av Mercators projektion representerade ett betydelsefullt genombrott i 1500-talets kartografi. Projektionen var dock långt före sin tid, eftersom de rådande navigerings- och lantmäteriteknikerna ännu inte var kompatibla med dess användande för navigering.

## Verk

### Glober
- Medarbetare för Gemma Frisius jordglob
- En jordglob från 1541 med 41 cm diameter och loxodromer
- En himmelsglob från 1541 med 41 cm diameter

### Kartor
- Amplissima Terrae Sanctae descriptio ad utriusque Testamenti intelligentiam en väggkarta över De heliga landen i sex blad från 1537.
- En väggkarta över Flandern i nio blad från 1540.
- En världskarta i hjärtformad projektion över de norra och södra halvkloten.

Från Duisburg-perioden är endast fyra väggkartor kända:
- Europæ descriptio, en väggkarta över Europa från 1554 i 15 blad (159 × 132 cm). Med uppkomsten av denna karta hade i stort sett den föråldrade, ptolemaiska världsbilden åtgärdats helt. Relationerna mellan de europeiska länderna visas för första gången på rätt sätt. Under ett sekel utgjorde Mercators karta standardkartan över Europa. Kartan reviderades 1572.
- En karta över Lothringen år 1563-1564.
- Anglia, Scotia et Hibernia nova descriptio, en väggkarta över de brittiska öarna i åtta blad från 1564.
- Nova et aucta orbis terræ descriptio ad usum navigantium emendate accomodata, 1569, en stor världskarta i 21 blad med en total storlek på 134×212 cm. Denna sista kartan kan med rätta kallas Mercators mästerverk. Det är den första kartan i världen som använder en vinkelriktig projektion.

## Galleri

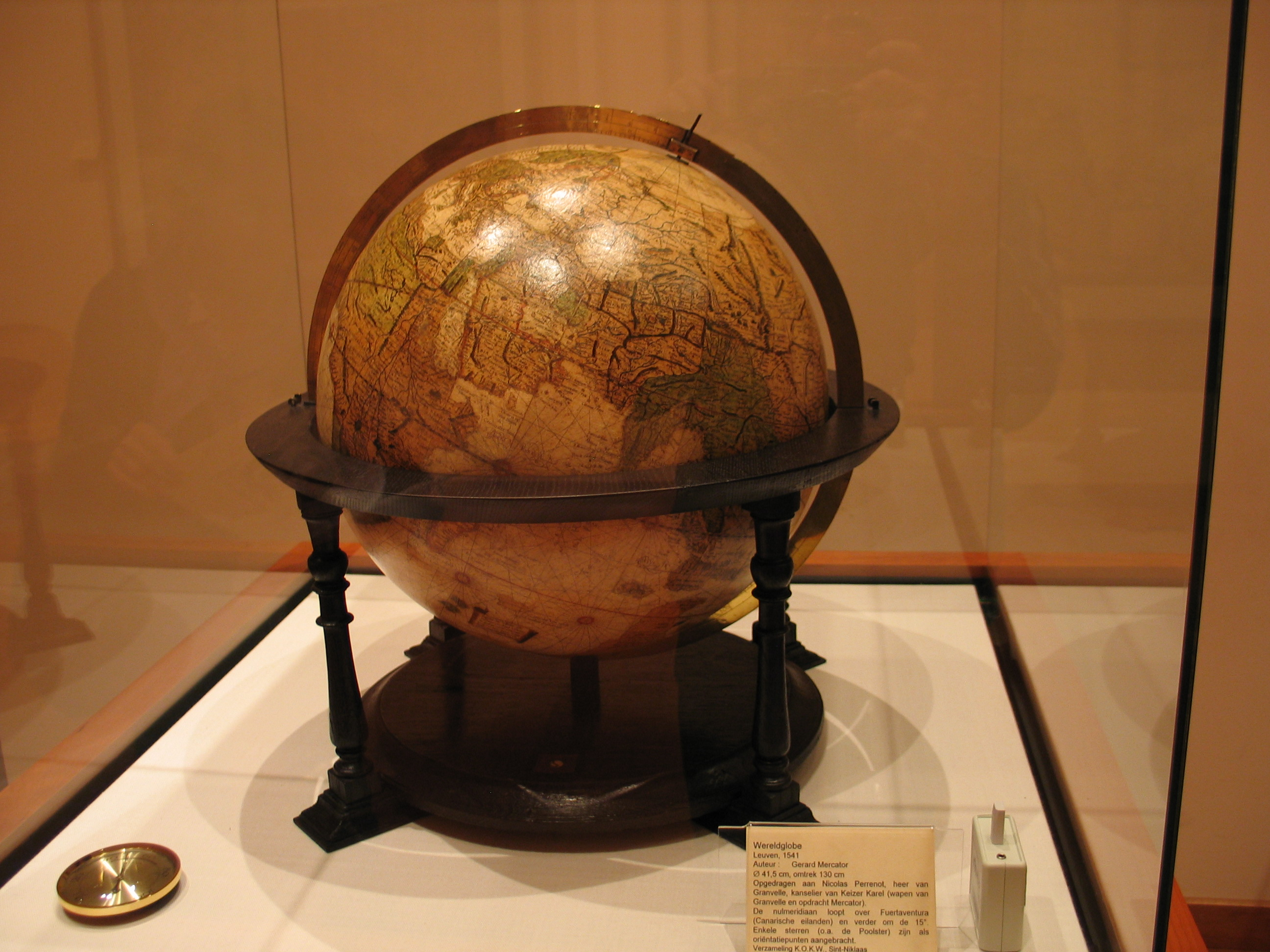
Jordglob (1541), på uppdrag av Nicolas Perrenot de Granvelle
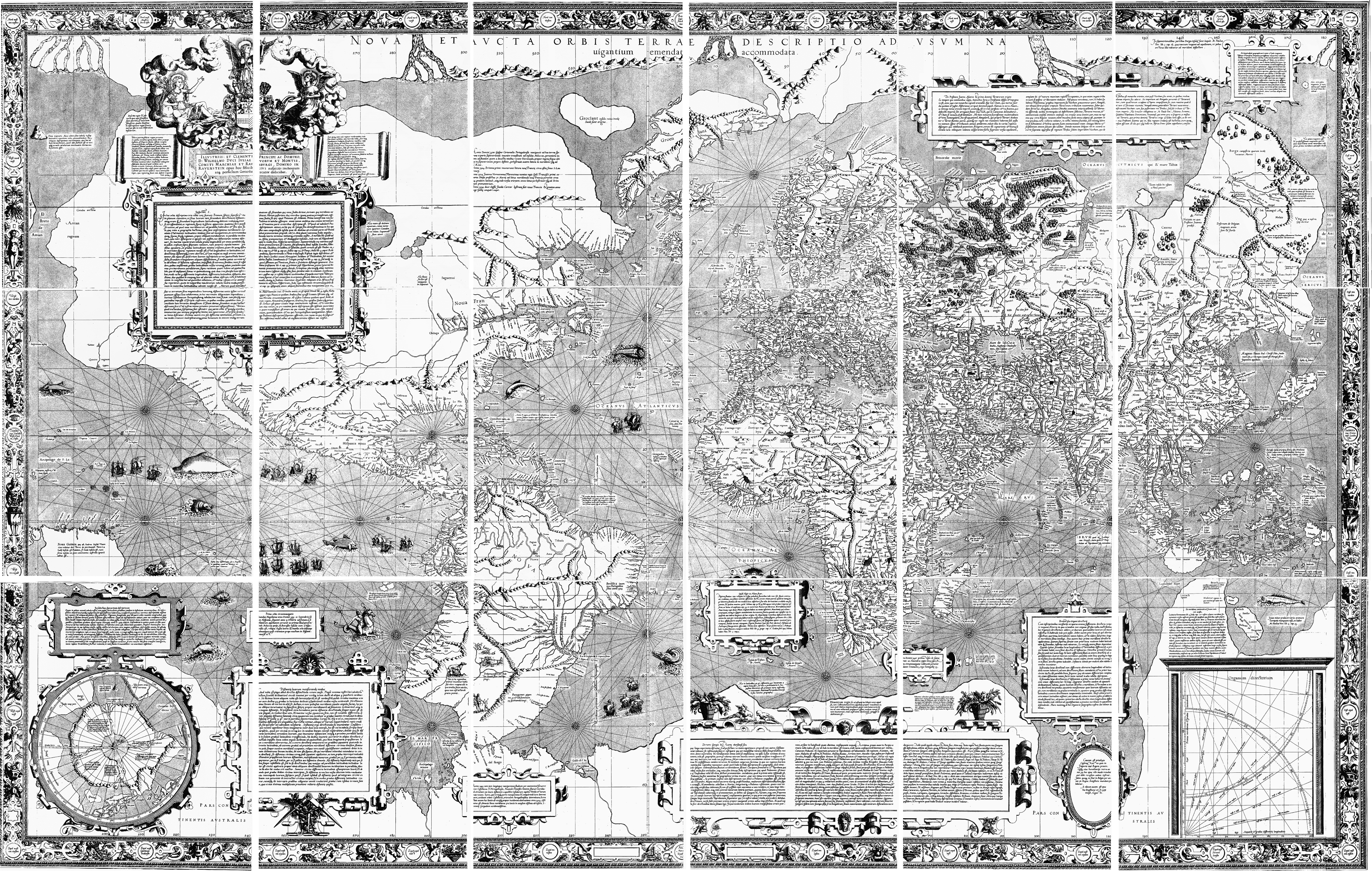
Världskartan från 1569
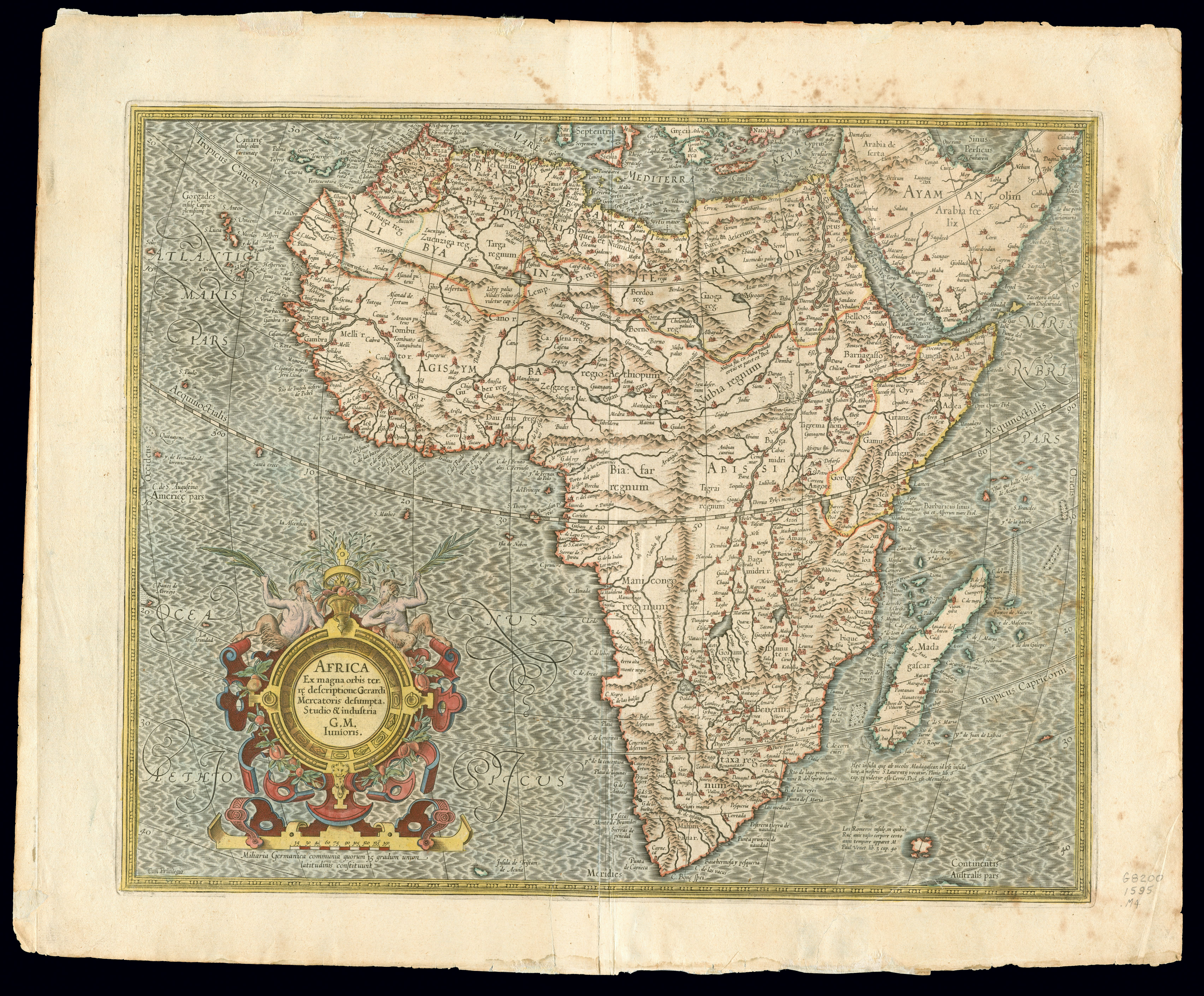
Afrika (1595)
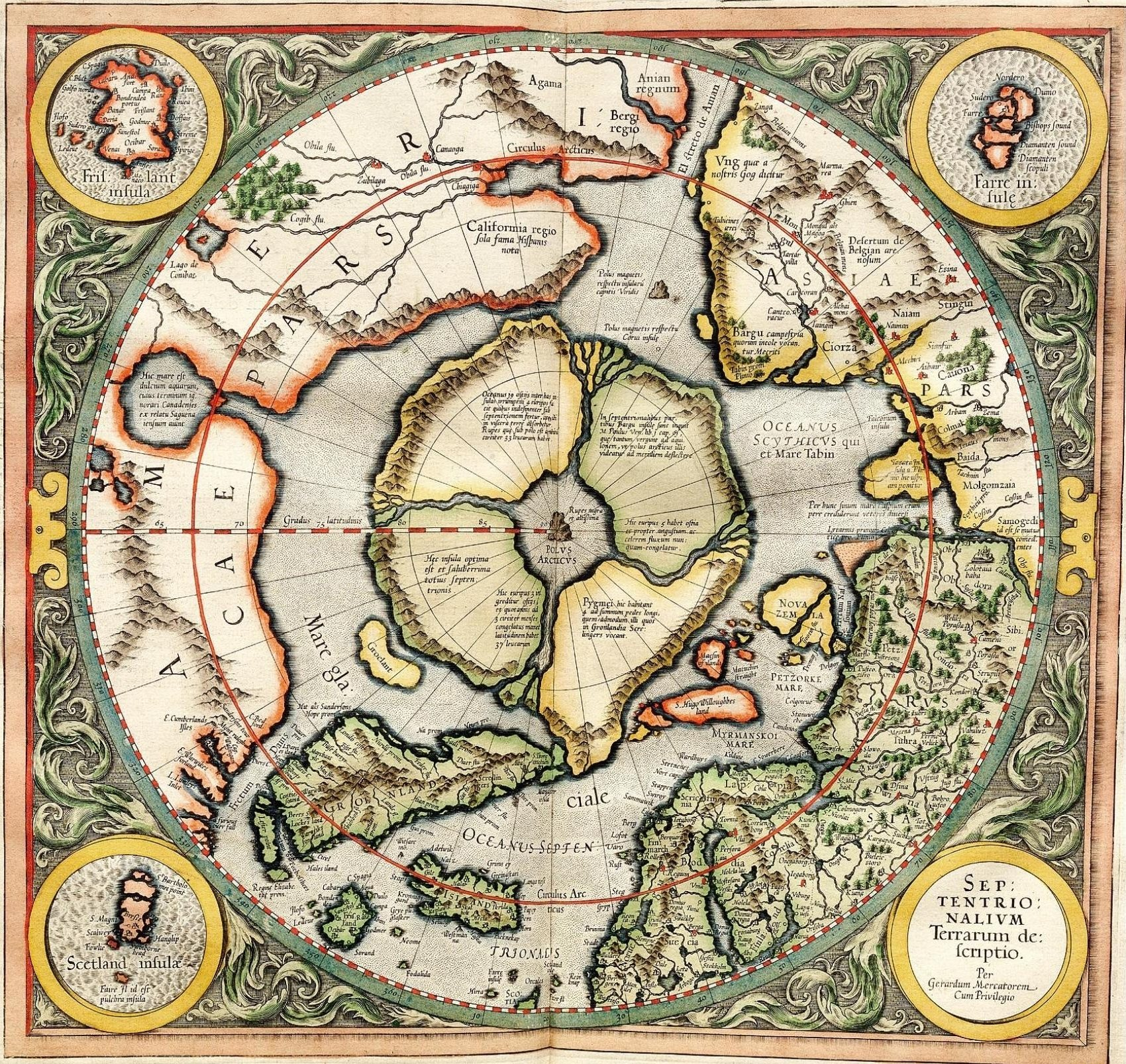
Arktis (1595)
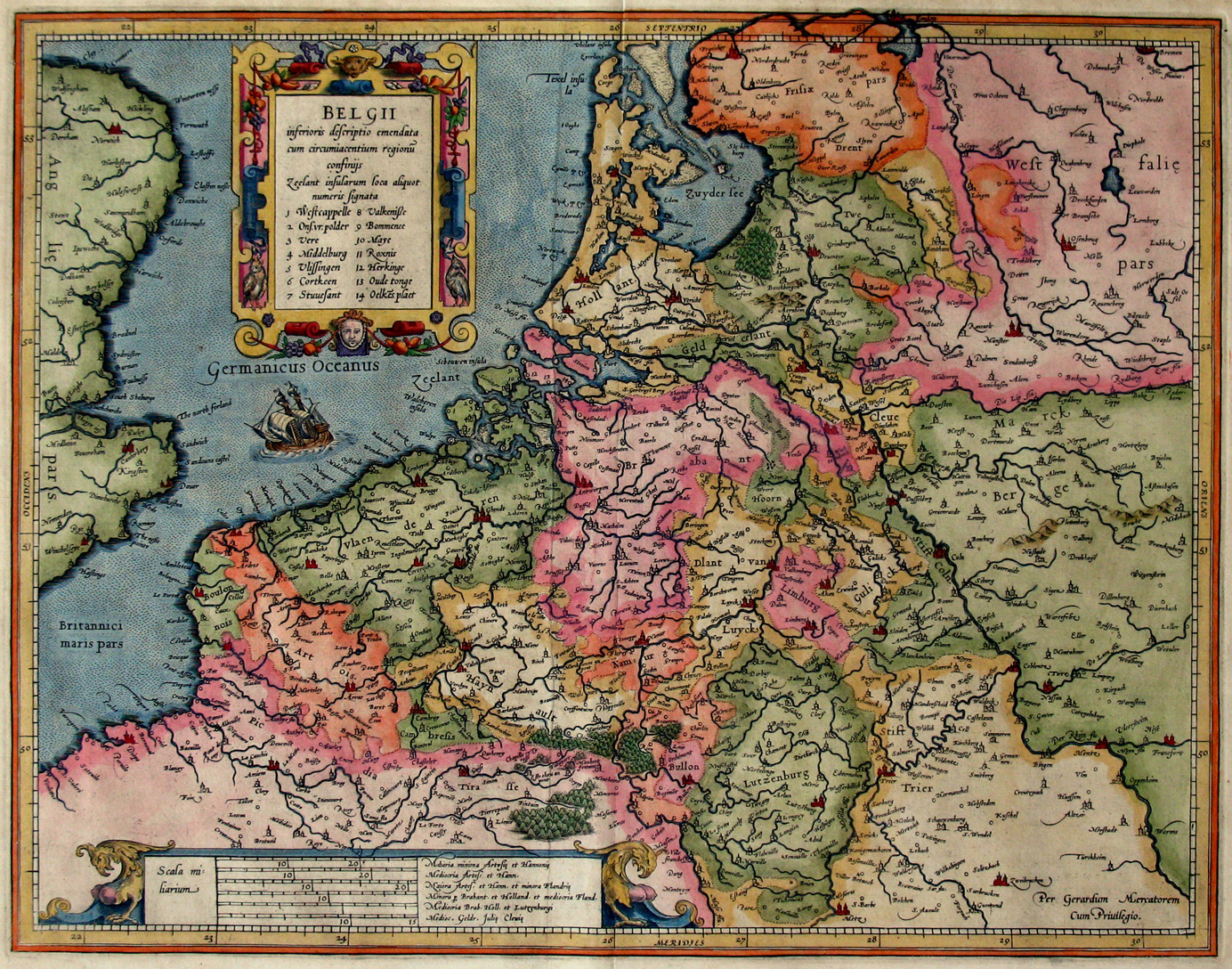
Nederländerna (publicerad ca 1606)
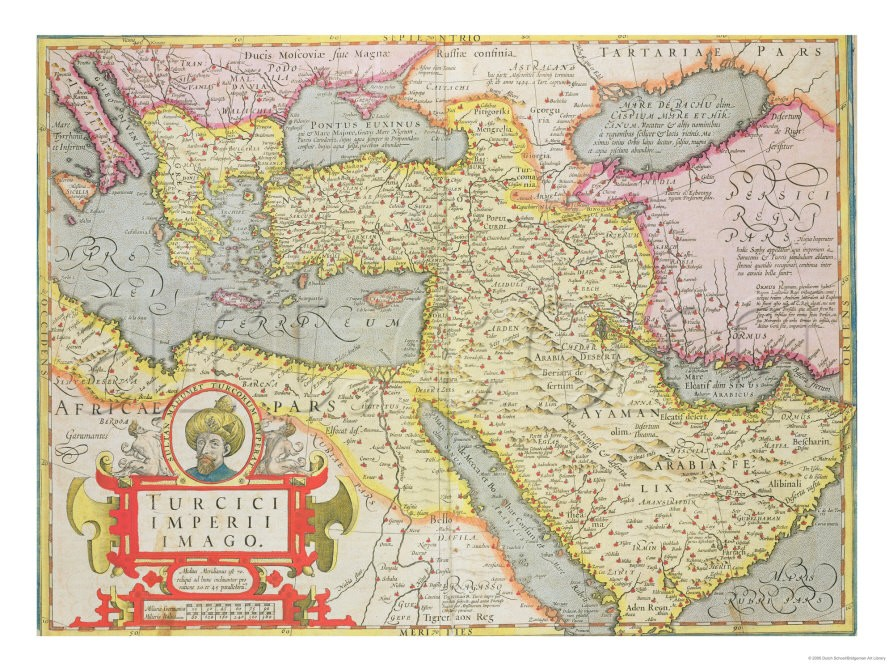
Osmanska riket (1606)
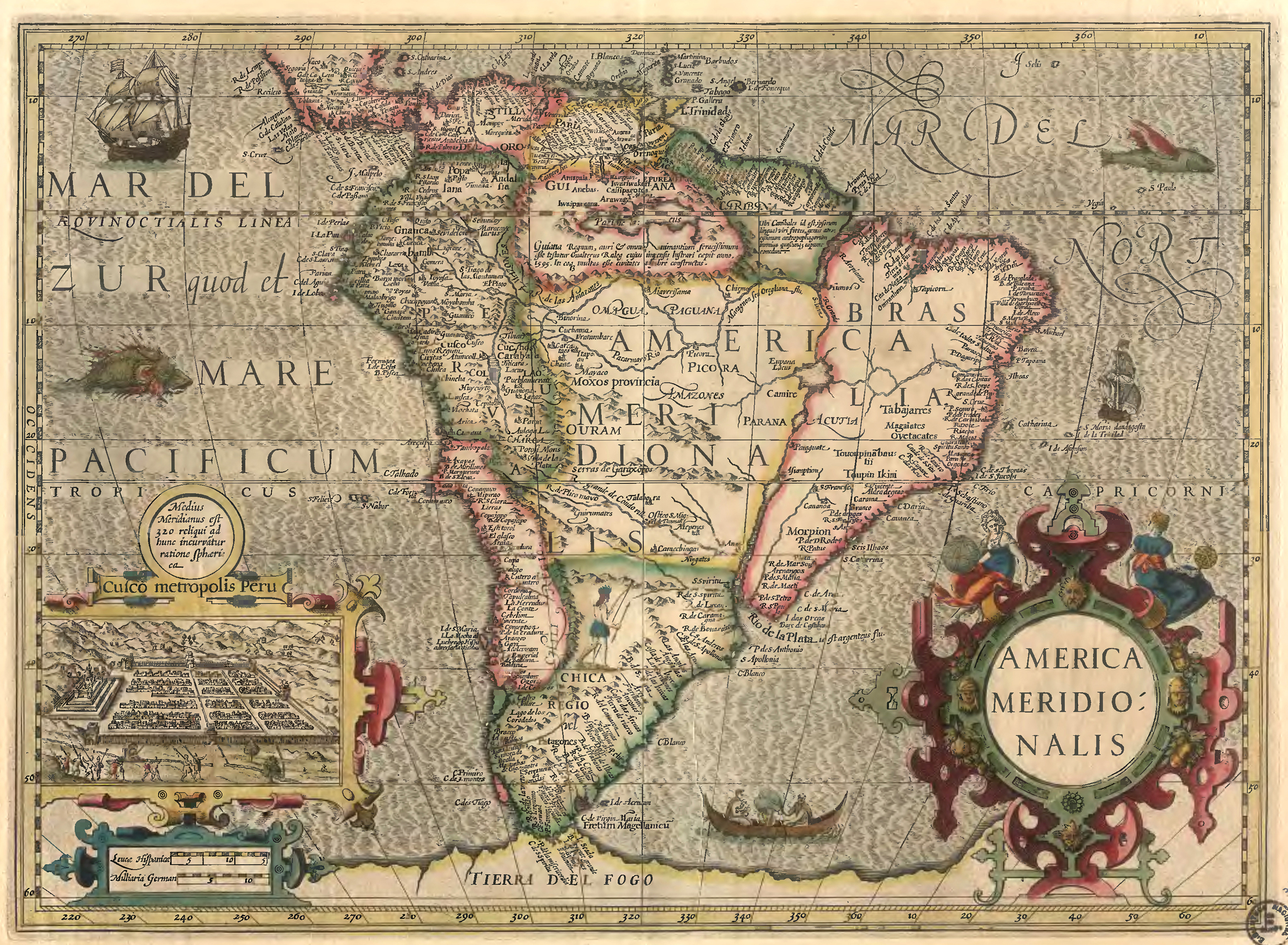
Sydamerika (1606)
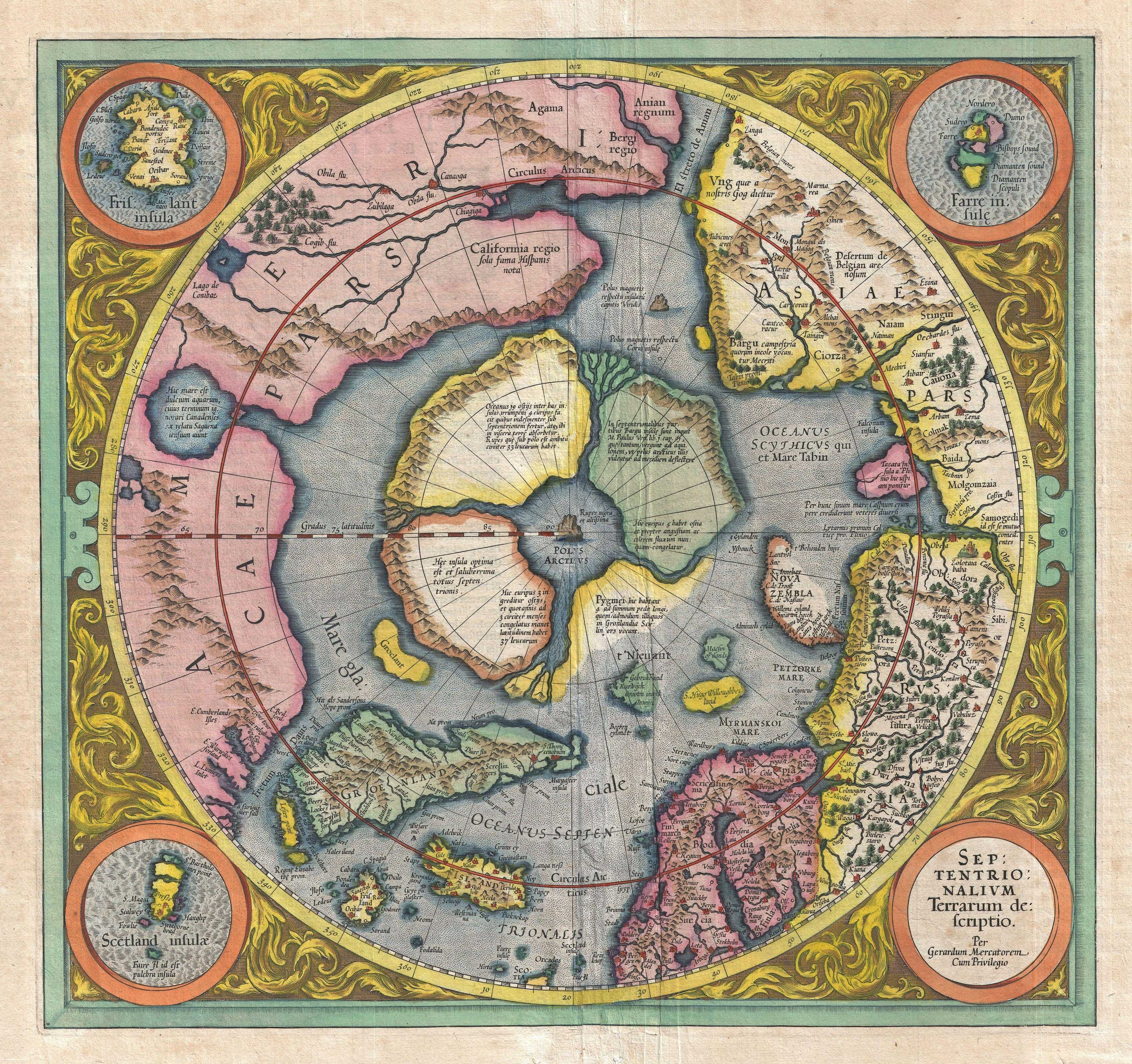
Arktis (1606)
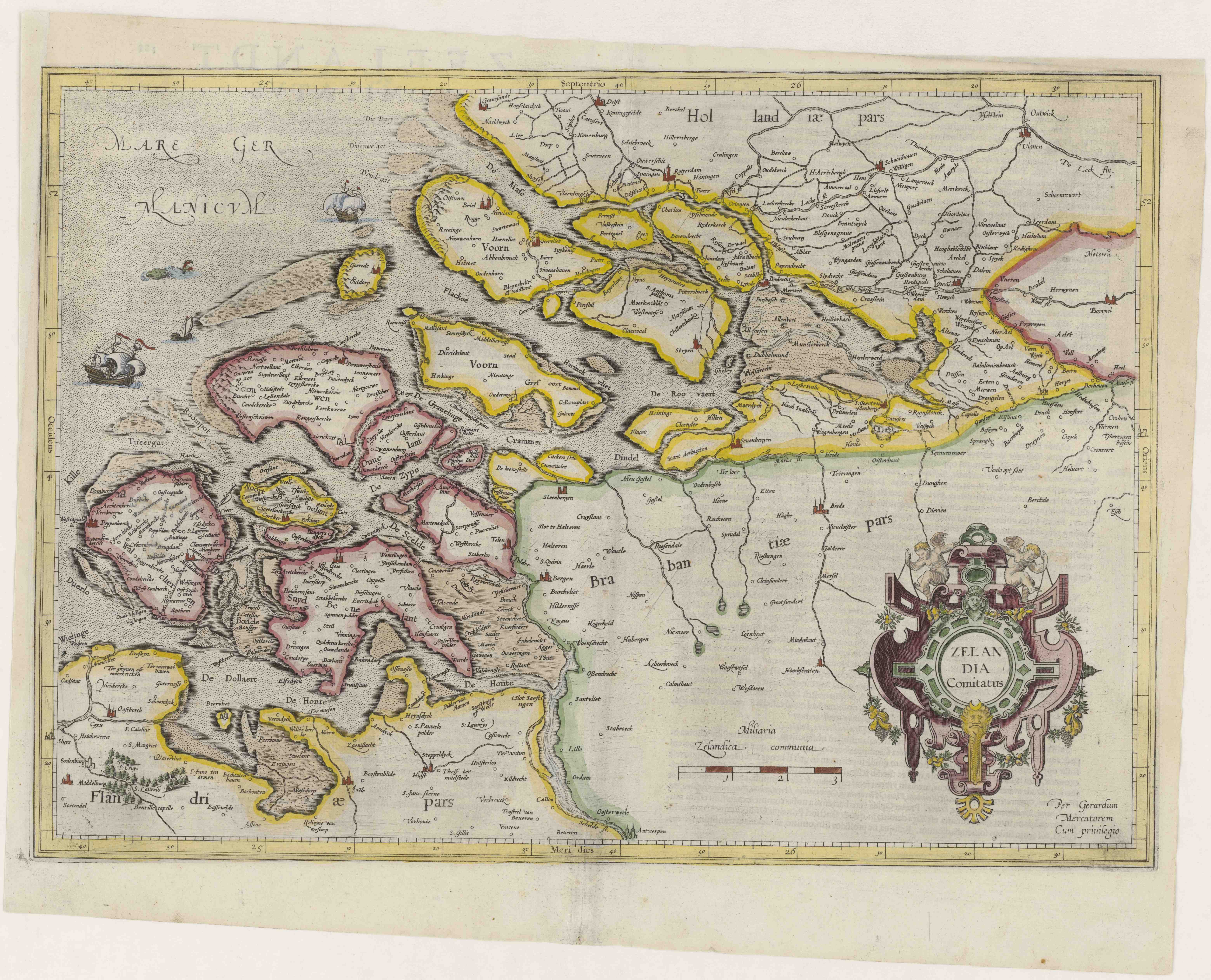
Zeeland (publicerad ca 1613)
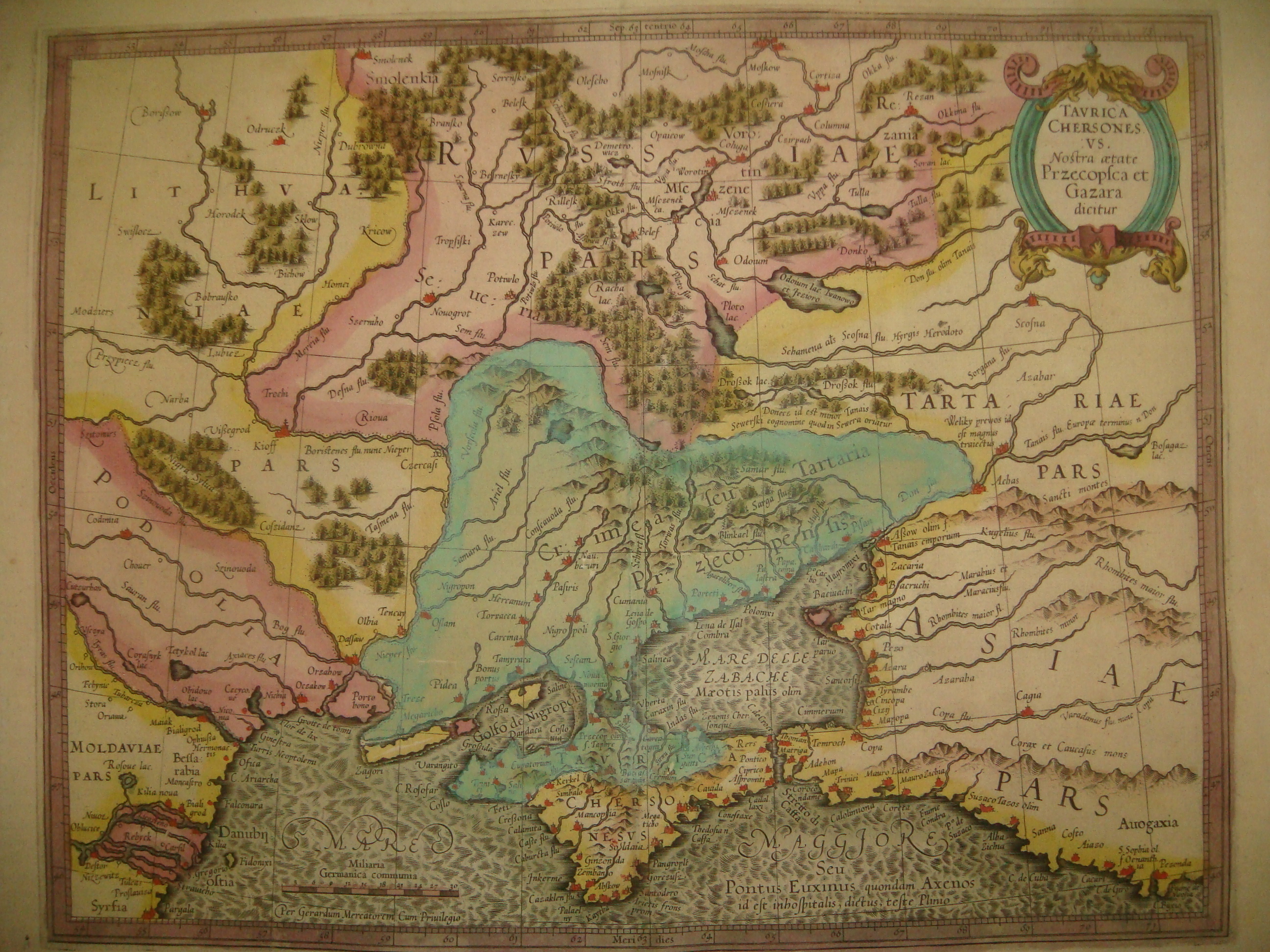
Krim och omgivande områden (1613)
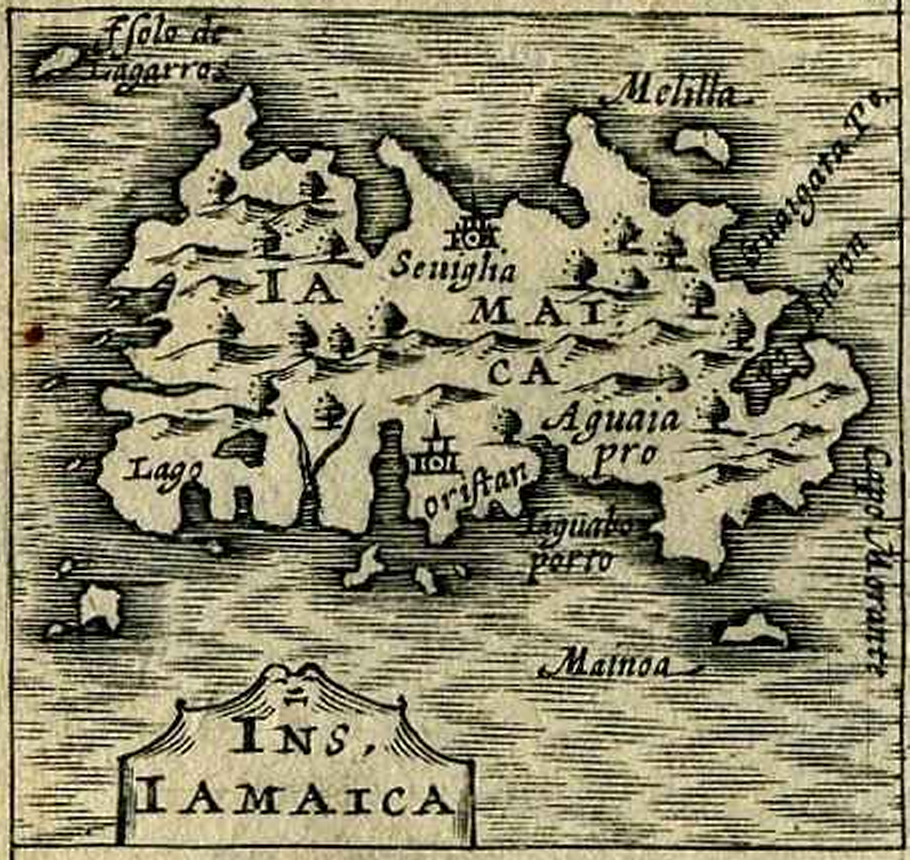
Jamaica (1631)
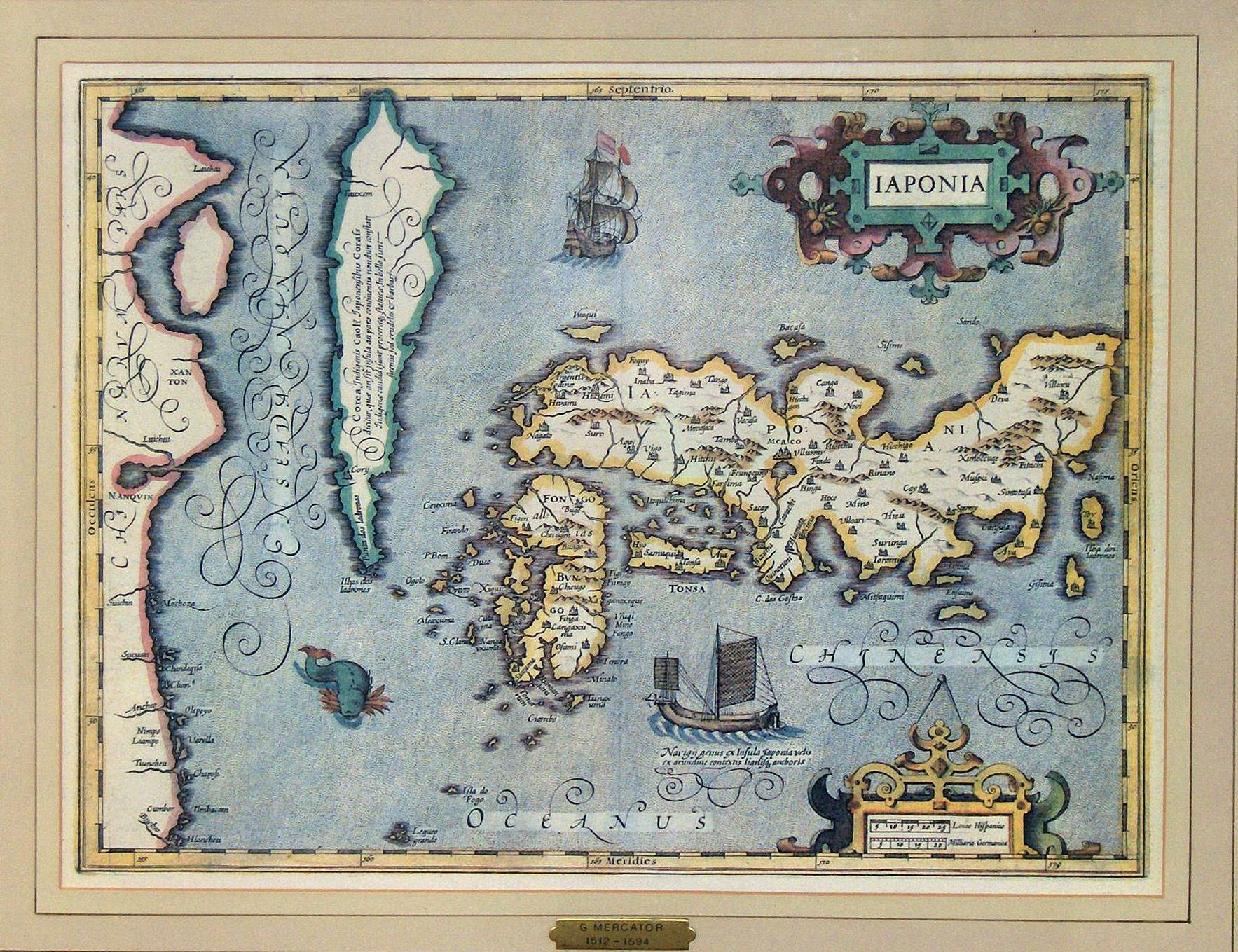
Japan